# Amblyjoppa yayeyamensis
Amblyjoppa yayeyamensis är en stekelart som först beskrevs av Matsumura 1912.  Amblyjoppa yayeyamensis ingår i släktet Amblyjoppa och familjen brokparasitsteklar.

## Underarter
Arten delas in i följande underarter:
- A. y. kankauensis
- A. y. chinensis